# Bécsi utca (Budapešť)
Bécsi utca je ulice v hlavním městě Maďarska, Budapešti. Leží v samotném středu města, v pátém obvodě. Spojuje Alžbětino náměstí s náměstím Szervita tér.

## Název
Název doslova znamená Vídeňská ulice, nicméně neodkazuje na město Vídeň, ale na vesnici Újbécs, která má podobný název a která se nacházela severně od pešťského městského opevnění. Později postupem času zanikla.

## Historie
Jedná se o klidnou městskou ulici, která má podobu pěší zóny a je z ní vyloučena automobilová doprava. První záznam o ní pod současným názvem pochází z roku 1803. Na mapách prvního vojenského mapování z konce 18. století vedla přímo k Vácké bráně, severní bráně historické Pešti.
Od roku 2004 se zde nacházejí nedokončené a opuštěné domy.

## Významné objekty
- Kempinski Hotel Corvinus
- fontána